# Collat
Collat est une commune française située dans le département de la Haute-Loire en région Auvergne-Rhône-Alpes.

## Géographie

### Localisation
La commune de Collat se trouve dans le département de la Haute-Loire, en région Auvergne-Rhône-Alpes.
Elle se situe à 43 km par la route du Puy-en-Velay, préfecture du département, à 29 km de Brioude, sous-préfecture, et à 24 km de Mazeyrat-d'Allier, bureau centralisateur du canton du Pays de Lafayette dont dépend la commune depuis 2015 pour les élections départementales.
Les communes les plus proches sont : 
Josat (3,4 km), Saint-Pal-de-Senouire (3,5 km), La Chapelle-Bertin (4,0 km), Sainte-Marguerite (4,4 km), Montclard (4,5 km), Berbezit (4,7 km), Saint-Préjet-Armandon (5,6 km), Chassagnes (6,6 km).
|                       | Montclard                 |                       |
| Saint-Préjet-Armandon | Collat                    | Saint-Pal-de-Senouire |
| Chassagnes            | Sainte-Marguerite , Josat | La Chapelle-Bertin    |

### Climat
Pour des articles plus généraux, voir Climat d'Auvergne-Rhône-Alpes et Climat de la Haute-Loire.
En 2010, le climat de la commune est de type climat des marges montargnardes, selon une étude du Centre national de la recherche scientifique s'appuyant sur une série de données couvrant la période 1971-2000. En 2020, Météo-France publie une typologie des climats de la France métropolitaine dans laquelle la commune est exposée à un climat de montagne ou de marges de montagne et est dans la région climatique Nord-est du Massif Central, caractérisée par une pluviométrie annuelle de 800 à 1 200 mm, bien répartie dans l’année.
Pour la période 1971-2000, la température annuelle moyenne est de 8,5 °C, avec une amplitude thermique annuelle de 16,2 °C. Le cumul annuel moyen de précipitations est de 853 mm, avec 9,6 jours de précipitations en janvier et 7,9 jours en juillet. Pour la période 1991-2020, la température moyenne annuelle observée sur la station météorologique de Météo-France la plus proche, « Allègre », sur la commune d'Allègre à 9 km à vol d'oiseau, est de 8,3 °C et le cumul annuel moyen de précipitations est de 908,7 mm,. Pour l'avenir, les paramètres climatiques de la commune estimés pour 2050 selon différents scénarios d'émission de gaz à effet de serre sont consultables sur un site dédié publié par Météo-France en novembre 2022.

## Urbanisme

### Typologie
Au 1er janvier 2024, Collat est catégorisée commune rurale à habitat très dispersé, selon la nouvelle grille communale de densité à sept niveaux définie par l'Insee en 2022.
Elle est située hors unité urbaine et hors attraction des villes,.

### Occupation des sols
L'occupation des sols de la commune, telle qu'elle ressort de la base de données européenne d’occupation biophysique des sols Corine Land Cover (CLC), est marquée par l'importance des forêts et milieux semi-naturels (62,5 % en 2018), en diminution par rapport à 1990 (67,9 %). La répartition détaillée en 2018 est la suivante : 
forêts (62,5 %), zones agricoles hétérogènes (17,7 %), prairies (16,9 %), terres arables (2,9 %). L'évolution de l’occupation des sols de la commune et de ses infrastructures peut être observée sur les différentes représentations cartographiques du territoire : la carte de Cassini (XVIIIe siècle), la carte d'état-major (1820-1866) et les cartes ou photos aériennes de l'IGN pour la période actuelle (1950 à aujourd'hui).

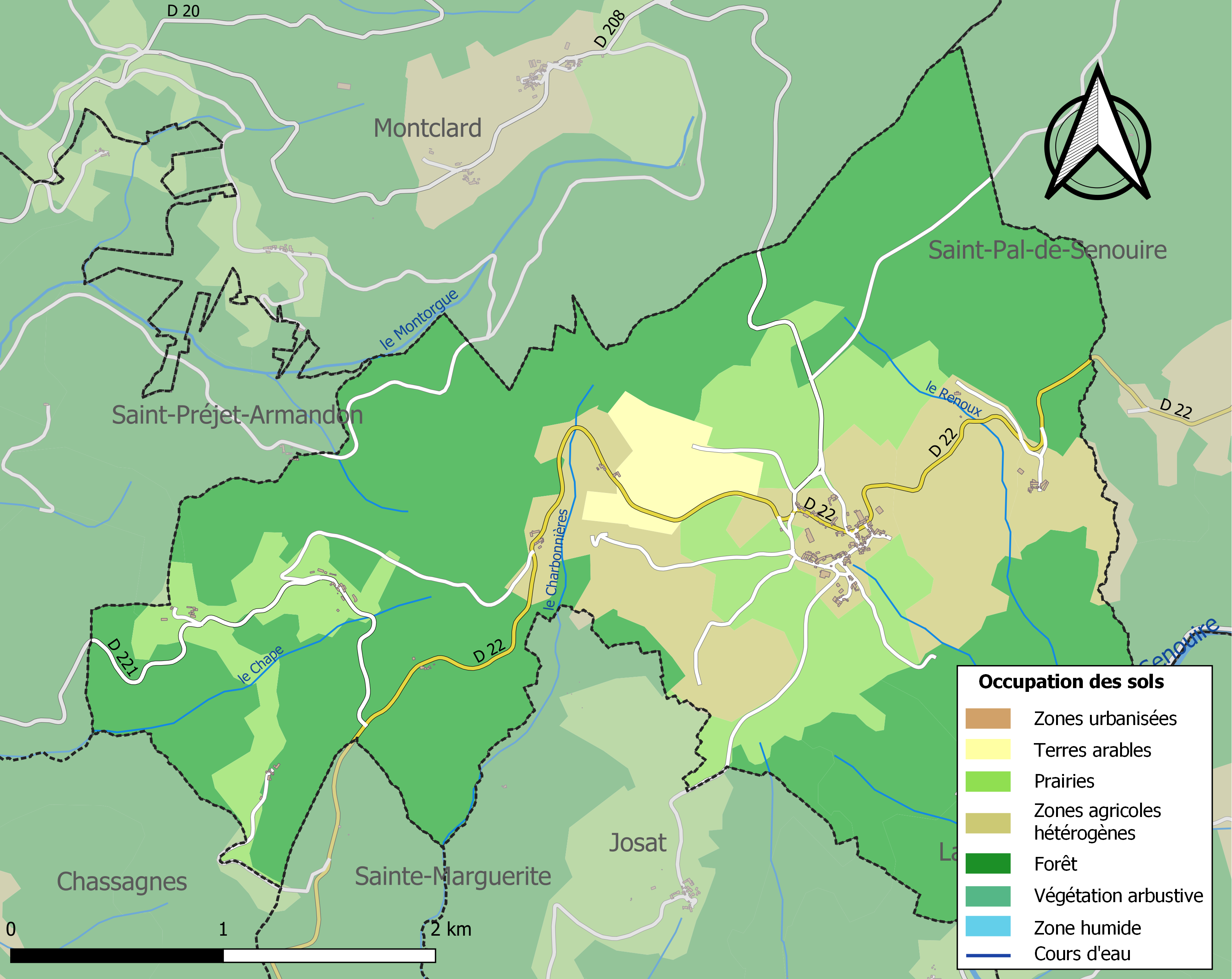
Carte des infrastructures et de l'occupation des sols de la commune en 2018 (CLC).
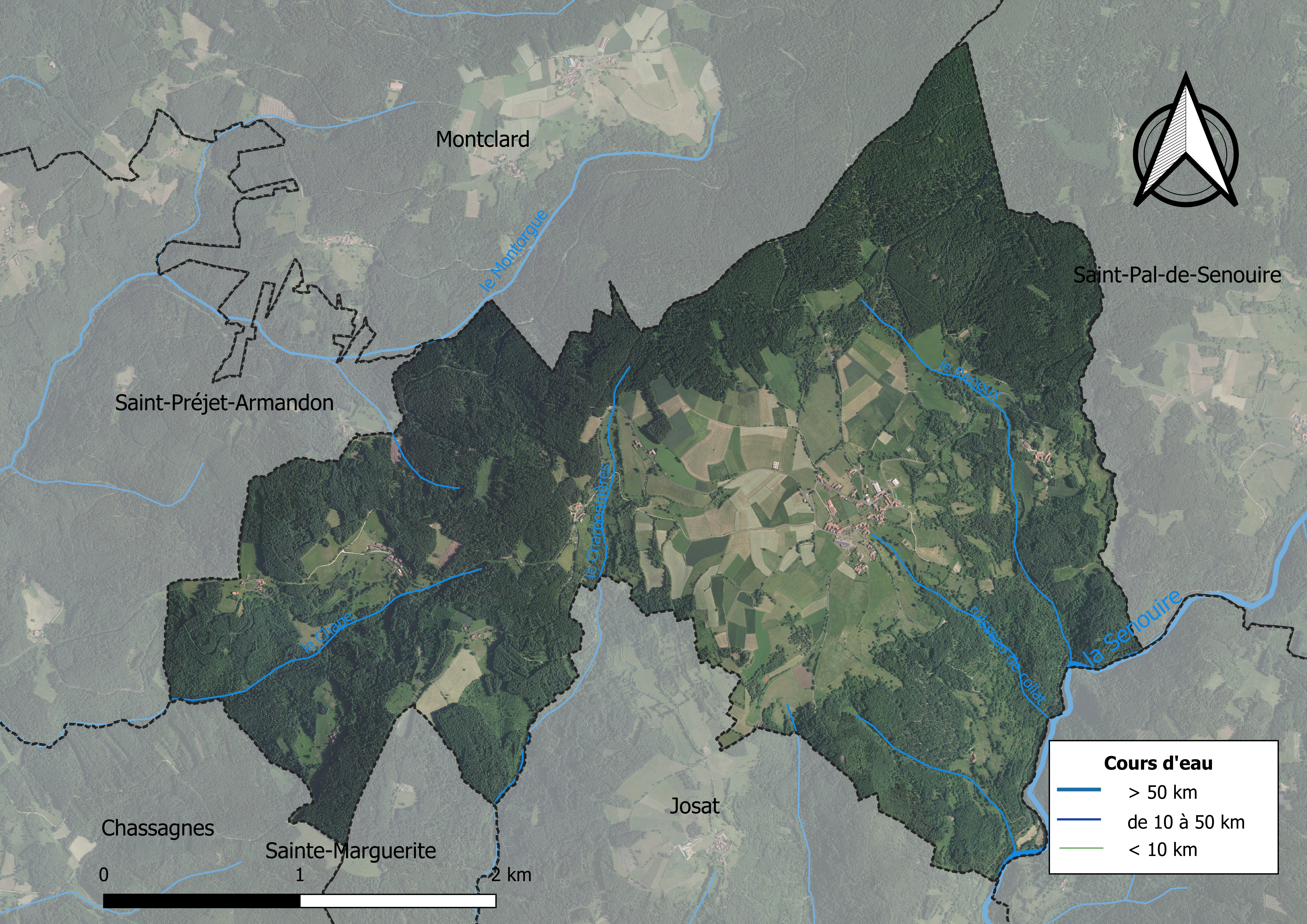
Carte orthophotographique de la commune.

### Lieux-dits
Berthier,
Crozemarie,
le Faux,
Gaday,
Grenier,
Mandaroux,
le Moulin Vieux,
les Renoux,
Rioufreyt,
les Souves.

### Habitat et logement
En 2018, le nombre total de logements dans la commune était de 73, alors qu'il était de 73 en 2013 et de 71 en 2008.
Parmi ces logements, 45,2 % étaient des résidences principales, 43,8 % des résidences secondaires et 11 % des logements vacants. Ces logements étaient pour 100 % d'entre eux des maisons individuelles et pour 0 % des appartements.
Le tableau ci-dessous présente la typologie des logements à Collat en 2018 en comparaison avec celle de la Haute-Loire et de la France entière. Une caractéristique marquante du parc de logements est ainsi une proportion de résidences secondaires et logements occasionnels (43,8 %) supérieure à celle du département (16,1 %) et à celle de la France entière (9,7 %). Concernant le statut d'occupation de ces logements, 90,9 % des habitants de la commune sont propriétaires de leur logement (89,5 % en 2013), contre 70 % pour la Haute-Loire et 57,5 pour la France entière.
| Typologie                                               | Collat | Haute-Loire | France entière |
| ------------------------------------------------------- | ------ | ----------- | -------------- |
| Résidences principales (en %)                           | 45,2   | 71,5        | 82,1           |
| Résidences secondaires et logements occasionnels (en %) | 43,8   | 16,1        | 9,7            |
| Logements vacants (en %)                                | 11     | 12,4        | 8,2            |

## Histoire

### Culture et patrimoine

#### Graphies anciennes
Anciennes formes du nom de Collat
Le nom de Collat n'a pas toujours été écrit ou prononcé comme il l'est aujourd'hui.
On relève les formes suivantes :
-Collat en 1235
-Collatum en 1381
-Coullat en 1401
-Colat avec un seul L en 1511 (archives de Brioude).

#### Sobriquets des maisons
Le Bourg : Petit Loï, Charpentier, Lafaire, Bouné, Les Tantes, Parlette, Julie, Porte, Tacana, Besine, Viencin, Tailleur, Fournier, Janot, Maçon, Pirou, Puncre, Rapan, Clémence, Bénite, La Rouge, Cluzel, Belland, Clovis, La Tailleuse, Farget, Vargnou, Baye, Attirante, Prédzor, Raze, La Maman, Dimanchou, Mazet, L'Hoste, Masand, Labrette, Ancienne scierie, Gaubert, Cantonier, Fernande, Ker Douce, Ker Joseph.

## Politique et administration

### Découpage territorial
La commune de Collat est membre de la communauté de communes des Rives du Haut Allier, un établissement public de coopération intercommunale (EPCI) à fiscalité propre créé le 27 décembre 2016 dont le siège est à Langeac. Ce dernier est par ailleurs membre d'autres groupements intercommunaux.
Sur le plan administratif, elle est rattachée à l'arrondissement de Brioude, au département de la Haute-Loire, en tant que circonscription administrative de l'État, et à la région Auvergne-Rhône-Alpes.
Sur le plan électoral, elle dépend du canton du Pays de Lafayette pour l'élection des conseillers départementaux, depuis le redécoupage cantonal de 2014 entré en vigueur en 2015, et de la deuxième circonscription de la Haute-Loire pour les élections législatives, depuis le redécoupage électoral de 1986.

### Liste des maires
| Période                                  | Période   | Identité                | Étiquette | Qualité     |
| ---------------------------------------- | --------- | ----------------------- | --------- | ----------- |
| Les données manquantes sont à compléter. |           |                         |           |             |
|                                          |           | Vital Garnier           |           |             |
|                                          |           | Mathieu Garnier         |           |             |
|                                          |           | Vincent                 |           |             |
|                                          |           | Jean Fouilly            |           |             |
| 1900                                     | 1904      | Régis Vialatel          |           |             |
| 1904                                     | 1912      | Jean Delabre            |           |             |
| 1912                                     | mars 1947 | Paul Pascal             |           |             |
| mars 1947                                | mars 1953 | Pierre Monatte          |           |             |
| mars 1953                                | mars 1989 | Jean-Baptiste Vincent   | UDR       | Agriculteur |
| mars 1989                                | mars 2008 | Régis Ravel             | DVD       |             |
| mars 2008                                | En cours  | Marie-Christine Delabre |           |             |

## Population et société

### Démographie

#### Évolution démographique
L'évolution du nombre d'habitants est connue à travers les recensements de la population effectués dans la commune depuis 1793. Pour les communes de moins de 10 000 habitants, une enquête de recensement portant sur toute la population est réalisée tous les cinq ans, les populations de référence des années intermédiaires étant quant à elles estimées par interpolation ou extrapolation. Pour la commune, le premier recensement exhaustif entrant dans le cadre du nouveau dispositif a été réalisé en 2008.

En 2022, la commune comptait 74 habitants, en évolution de −9,76 % par rapport à 2016 (Haute-Loire : +0,36 %, France hors Mayotte : +2,11 %).
| 1793 | 1800 | 1806 | 1821 | 1831 | 1836 | 1841 | 1846 | 1851 |
| ---- | ---- | ---- | ---- | ---- | ---- | ---- | ---- | ---- |
| 427  | 500  | 437  | 454  | 468  | 527  | 504  | 531  | 514  |

| 1856 | 1861 | 1866 | 1872 | 1876 | 1881 | 1886 | 1891 | 1896 |
| ---- | ---- | ---- | ---- | ---- | ---- | ---- | ---- | ---- |
| 510  | 515  | 482  | 471  | 483  | 476  | 519  | 444  | 437  |

| 1901 | 1906 | 1911 | 1921 | 1926 | 1931 | 1936 | 1946 | 1954 |
| ---- | ---- | ---- | ---- | ---- | ---- | ---- | ---- | ---- |
| 413  | 376  | 309  | 276  | 257  | 252  | 255  | 242  | 193  |

| 1962 | 1968 | 1975 | 1982 | 1990 | 1999 | 2006 | 2008 | 2013 |
| ---- | ---- | ---- | ---- | ---- | ---- | ---- | ---- | ---- |
| 187  | 175  | 157  | 124  | 96   | 80   | 84   | 85   | 88   |

| 2018 | 2022 | - | - | - | - | - | - | - |
| ---- | ---- | - | - | - | - | - | - | - |
| 74   | 74   | - | - | - | - | - | - | - |

#### Pyramide des âges
La population de la commune est relativement âgée.
En 2018, le taux de personnes d'un âge inférieur à 30 ans s'élève à 21,7 %, soit en dessous de la moyenne départementale (31 %). À l'inverse, le taux de personnes d'âge supérieur à 60 ans est de 46 % la même année, alors qu'il est de 31,1 % au niveau départemental.
En 2018, la commune comptait 37 hommes pour 37 femmes, soit un taux de 50 % de femmes, légèrement inférieur au taux départemental (50,87 %).
Les pyramides des âges de la commune et du département s'établissent comme suit.
| Hommes | Classe d’âge | Femmes |
| ------ | ------------ | ------ |
| 0,0    | 90 ou +      | 5,4    |
| 18,9   | 75-89 ans    | 32,4   |
| 18,9   | 60-74 ans    | 16,2   |
| 35,1   | 45-59 ans    | 16,2   |
| 5,4    | 30-44 ans    | 8,1    |
| 8,1    | 15-29 ans    | 16,2   |
| 13,5   | 0-14 ans     | 5,4    |

| Hommes | Classe d’âge | Femmes |
| ------ | ------------ | ------ |
| 0,9    | 90 ou +      | 2,5    |
| 8,4    | 75-89 ans    | 11,7   |
| 20,4   | 60-74 ans    | 20,5   |
| 21,3   | 45-59 ans    | 20,3   |
| 16,8   | 30-44 ans    | 16,3   |
| 15,2   | 15-29 ans    | 13,2   |
| 17     | 0-14 ans     | 15,6   |

## Économie

### Emploi
| Division       | 2008  | 2013   | 2018  |
| -------------- | ----- | ------ | ----- |
| Commune        | 5,3 % | 11,1 % | 0 %   |
| Département    | 6,3 % | 7,7 %  | 7,7 % |
| France entière | 8,3 % | 10 %   | 10 %  |

En 2018, la population âgée de 15 à 64 ans s'élève à 39 personnes, parmi lesquelles on compte 69,2 % d'actifs (69,2 % ayant un emploi et 0 % de chômeurs) et 30,8 % d'inactifs,. Depuis 2008, le taux de chômage communal (au sens du recensement) des 15-64 ans est inférieur à celui de la France et du département.
La commune est hors attraction des villes,. Elle compte 14 emplois en 2018, contre 14 en 2013 et 15 en 2008. Le nombre d'actifs ayant un emploi résidant dans la commune est de 27, soit un indicateur de concentration d'emploi de 52,1 % et un taux d'activité parmi les 15 ans ou plus de 40,3 %.
Sur ces 27 actifs de 15 ans ou plus ayant un emploi, 9 travaillent dans la commune, soit 33 % des habitants. Pour se rendre au travail, 81,5 % des habitants utilisent un véhicule personnel ou de fonction à quatre roues et 18,5 % n'ont pas besoin de transport (travail au domicile).

## Culture locale et patrimoine

### Lieux et monuments
- Église Saint-Martial de Collat.

### Personnalités liées à la commune
- Amélie Delabre

Née à Collat en 2000, Amélie Delabre a débuté le football à 4 ans, au FC Paulhaguet. Elle rejoint ensuite l’US Brioude à son entrée dans la section football du collège Saint-Julien. Elle passe le lycée au pôle espoirs de football féminin à Vaulx-en-Velin (métropole de Lyon) tout en jouant pour l’AS Saint-Étienne (Loire). Après son bac S, obtenu en 2018, elle signe comme pro avec le FC Metz (Moselle).